# (5005) Kegler
(5005) Kegler ist ein Asteroid des Hauptgürtels, der am 16. Oktober 1988 von den japanischen Astronomen Seiji Ueda und Hiroshi Kaneda am Observatorium in Kushiro-shi (IAU-Code 399) entdeckt wurde.
Der Asteroid wurde nach dem deutschen Jesuiten Ignatius Kegler (1680–1746) benannt, der 29 Jahre lang als kaiserlicher Astronom am Hof in Peking arbeitete.